# Ван Россем, Георге
Георге ван Россем (нидерл. George van Rossem, 30 мая 1882 — 14 января 1955) — нидерландский фехтовальщик, призёр Олимпийских игр.

## Биография
Родился в 1882 году в Гааге. В 1906 году принял участие в не признанных МОК Олимпийских играх в Афинах, где завоевал серебряную и бронзовую медали. В 1908 году принял участие в Олимпийских играх в Лондоне, но не завоевал наград. В 1912 году участвовал в Олимпийских играх в Стокгольме, где завоевал бронзовые медали в командных первенствах на шпагах и саблях.
В 1920 году принял участие в Олимпийских играх в Антверпене, но не завоевал наград. В 1925—1928 годах был президентом Международной федерации фехтования. В 1928 году был генеральным секретарём Организационного комитета по подготовке и проведению Олимпийских игр в Амстердаме. В 1930—1946 годах был секретарём-казначеем Олимпийского комитета Нидерландов.